# Jean-Claude Racinet
Jean-Claude Racinet (2 juin 1929 - 25 avril 2009) est un écuyer français spécialisé dans le bauchérisme seconde manière. Parti vivre aux États-Unis  en 1983, il enseigna l'équitation à travers de nombreux États ainsi qu'en Suède et Allemagne. Il appuya ses recherches sur les travaux de l'ostéopathe équin Dominique Giniaux et avança la théorie que la méthode de François Baucher était en fait basée sur des manipulations ostéopathiques .

## Biographie
Ancien officier de carrière (Corée 1952/1953 et Algérie de 1954 à 1961) et cavalier Professionnel il était notamment réputé pour redresser des chevaux jugés rétifs à l'obstacle comme sur le plat. 
Ne trouvant pas écho à ses recherches en France il partit s'installer aux États-Unis en 1983 et conduisit jusqu'à sa mort de nombreux séminaires dans différents états mais également en Suède et les quatre dernières années de sa vie régulièrement en Allemagne. 
Il collabora avec la revue hippique "Dressage and CT magazine" sur une cinquantaine d'articles et en 1992, à la demande de Yvan Bezugloff, à l'époque rédacteur en chef, il écrivit 13 essais (de novembre 1992 à novembre 1993) qui donnèrent son ouvrage Racinet explains Baucher, édité en français sous le titre Baucher cet incompris.
À partir de 1996, il entretint de nombreux échanges, notamment téléphoniques, avec l'ostéopathe français Dominique Giniaux et s'appuya sur son essai d'ostéopathie équine "les chevaux m'ont dit" pour rédiger son ouvrage "Total Horsemanship", traduit en français pas l'auteur lui-même et édité sous le titre "Vers une équitation totale".
Jean-Claude Racinet était également un inventeur recherchant les moyens mécaniques permettant de décontracter les chevaux : selle " full-contact" de conception minimaliste libérant complètement les épaules des chevaux ou encore des brides magnétiques.
Sans être accompagné de son élève et traductrice habituelle, au cours d'un stage dans le nord de l’Allemagne où tout le monde connaissait son état de santé extrêmement fragile mais aussi sa volonté de ne jamais refuser d’apporter son aide, il fut frappé par une hémorragie cérébrale à la suite d'une mise à terre dont la ou les causes n’ont pas été irréfutablement éclaircies. Il s’ensuivit huit mois d’hospitalisation entrecoupés d’un transfert aérien aux États-Unis. Sans avoir jamais perdu son désir d’enseigner, il s'éteignit le 25 avril 2009 à l'âge de 79 ans.
Il consacra quotidiennement du temps pour ses recherches concernant les phénomènes de micro-électricité et leurs influences sur les corps vivants, principalement chez les chevaux et l’être humain. Il avait pris dans ce sens des contacts avec des physiciens pour tenter d’apporter des explications claires aux phénomènes qu’il observait régulièrement. Cependant, ces observations allant au-delà des connaissances déjà établies, les scientifiques contactés n’ont pas donné suite. De multiples écrits et prises de notes quotidiennes à ce sujet et bien d’autres, sont aujourd’hui dans des cartons, gardés au sein de la Bibliothèque&Documentation de l'ENE à Saumur.

### Ouvrages équestres
- Trucs et procédés pour le redressage du cheval difficile (1987 Éditions Favre Caracole) (ISBN 9782828903084)
- L'équitation de légèreté (1991 Éditions Favre Caracole puis 1999 P.S.R. Éditions) (ISBN 9782908571264)[6]
- Racinet explains Baucher (Éditions Xénophon Press) en français : Baucher cet incompris (2002 P.S.R. Éditions)  (ISBN 9782908571332)
- Total horsemanship (Éditions Xénophon Press) en français : Vers une équitation totale (2000 P.S.R. Éditions)  (ISBN 9782908571288)
- 35 propositions insolentes pour comprendre l’équitation (2005 Éditions Favre Caracole et couronné par le prix spécial Cadre Noir de l'Académie Pégase en 2008.) (ISBN 9782828909864)
- À noter, l’édition posthume de son dernier livre, un ouvrage très important concernant les réponses d’ordre biomécanique aux affirmations erronées données bien souvent à la base par les institutions fédérales (la F.E.I. de manière générale). Ce livre n’est malheureusement pas traduit ni édité en français.

Version allemande : " Auf dem falschen Fuß " (2009 Cadmos Verlag) (ISBN 9783861274704)
Version anglaise : " Falling for Fallacies" (2009 Cadmos Verlag) (ISBN 9783861279693)

### Romans
- Les capitaines d'avril.(1976 Éditions France Empire)
- Bonsoir, je suis votre chef de bloc.(1978 éditions Fayolle) (ISBN 9782862210131)

Jean-Claude Racinet collabora également aux revues suivantes :
- Plaisirs équestres
- L'information hippique (de 1975 à 1983)
- Dressage & CT
- On peut également citer ce texte de Jean-Claude Racinet « Les quatre temps du galop » dans la « Musique du cheval » revue cheval-chevaux N°5 éditions du Rocher, 2010[7]

### D.V.D.
- Jean-Claude Racinet Der Baucherist (Jean-Claude Racinet le bauchériste) Présentant des prises de vues "live", sans préparation, d'une clinic de Jean-Claude Racinet en Allemagne ( Région de la Lüneburger Heide) en 2007 (WuWei-Verlag éditeur).
- Getting Started in Lightness. Film présentant le travail de l'élève de Lisa Maxwell, élève américaine de Jean-Claude Racinet.